# Gezellen van de Groene Tent (Gent)
De Groententers of Gezellen van de Groene Tent was een Gentse krijgsbende ten tijde van de Gentse Opstand (1449-1453). Vanaf april 1452 trokken zij onder leiding van de bastaard Blanstroem, een Zeeuwse edelman, plunderend door Vlaanderen om de stad Gent te bevoorraden. Zij beroofden onder andere Geraardsbergen, Aardenburg, Oostburg, Groede en Zevenkote. In de Slag om Bazel op 16 juni 1452 vochten zij naast de Witte Kaproenen tegen het Bourgondische leger. Op 17 september 1452, na afloop van het bestand dat koning Karel VII van Frankrijk had onderhandeld, maar nog voordat Gent het scheidsrechterlijk oordeel van de koning formeel verworpen had, trokken de Groententers terug uit, namen Hulst bij verrassing, en doodden het Bourgondisch garnizoen.
De naam van de bende zou ingegeven zijn door het feit dat ze zich 's nachts in de bossen terugtrokken en er onder het bladerdak sliepen.